# Cédron (vallée)

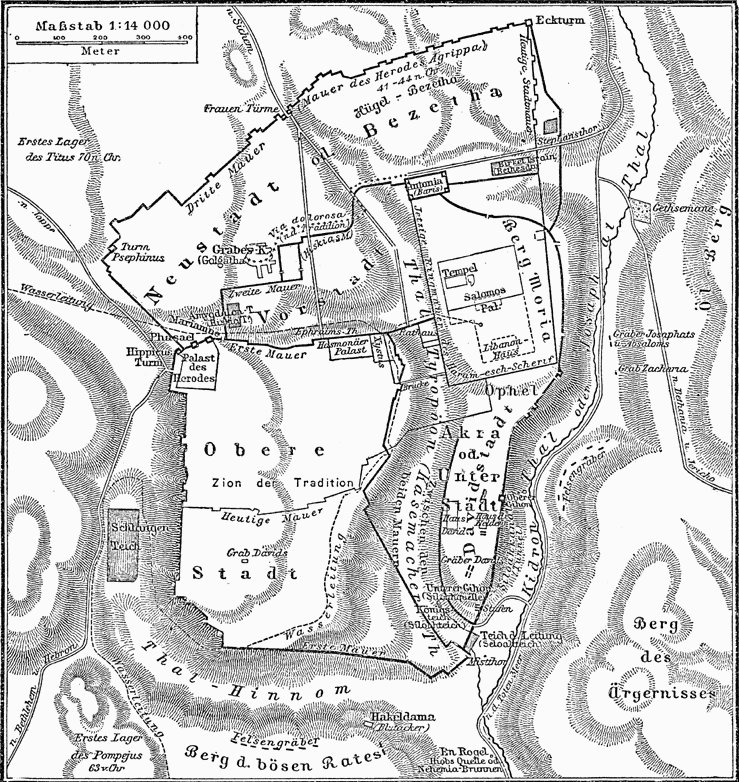
à l'Est du plan et des remparts de Jérusalem, la vallée du Cédron (Kidron)

Le Cédron ou Kidron (hébreu : נחל קדרון, Naḥal Qidron ; aussi « vallée de Qidron » ; arabe : وادي الجز, Wadi al-Joz) est une vallée qui se situe en Israël entre Jérusalem et le mont des Oliviers, et c'est un lieu souvent évoqué dans la Bible. Au fond de celle-ci se trouve le cours d'eau qui lui a donné son nom et qui coule seulement une certaine période de l’année (environ 9 mois) mais qui connaît aussi des crues soudaines occasionnelles lors des mois pluvieux d'hiver. La rivière a façonné l'étroite chaîne du mont Scopus (818 m) et le mont des Oliviers (808 m).

## Description
La vallée du Cédron passe à quelques centaines de mètres au Nord de la vieille ville de Jérusalem et court le long de ses murs orientaux, du mont du Temple, de la cité de David et la sépare du Mont des Oliviers. Elle continue en direction de l'est vers le désert de Judée et la mer Morte. La colonie israélienne Kedar est localisée sur une arête au-dessus de la vallée. Parfois, l'eau printanière de la source de Gihon coulait dans la vallée, mais cette dernière a été détournée par le tunnel d'Ézéchias afin d'approvisionner Jérusalem.
Au temps du Christ, la vallée du Cédron était sensiblement plus profonde qu'aujourd'hui, une vingtaine de mètres environ. Elle était encastrée à l'ouest par une côte abrupte tandis qu'à l'est une pente douce suivait la déclivité du mont des Oliviers. Il semblerait qu'elle ait été en partie comblée par les Romains.
Depuis des siècles, la vallée du Cédron est un lieu de sépultures. Durant la période hellénistique, au Ier siècle, furent érigés de magnifiques monuments funéraires, encore visibles aujourd'hui. Depuis le Moyen Âge, la tradition religieuse attribue trois de ces tombeaux à des personnages importants de l'histoire : Absalom, fils maudit du roi David ; Jacques, « frère » de Jésus et premier évêque de Jérusalem, et Zacharie, père de Jean-Baptiste.
L’Évangile mentionne ce lieu « où Jésus se retirait souvent avec ses disciples ». C'est ici que se trouve l'église orthodoxe du Sépulcre de Marie.

## Dans la culture
Dans ses Destinées sur la poésie (Revue des Deux Mondes), Lamartine décrit son séjour à Jérusalem, alors ravagée par la peste. La vallée du Cédron y est évoquée.

Cédron - Kidron
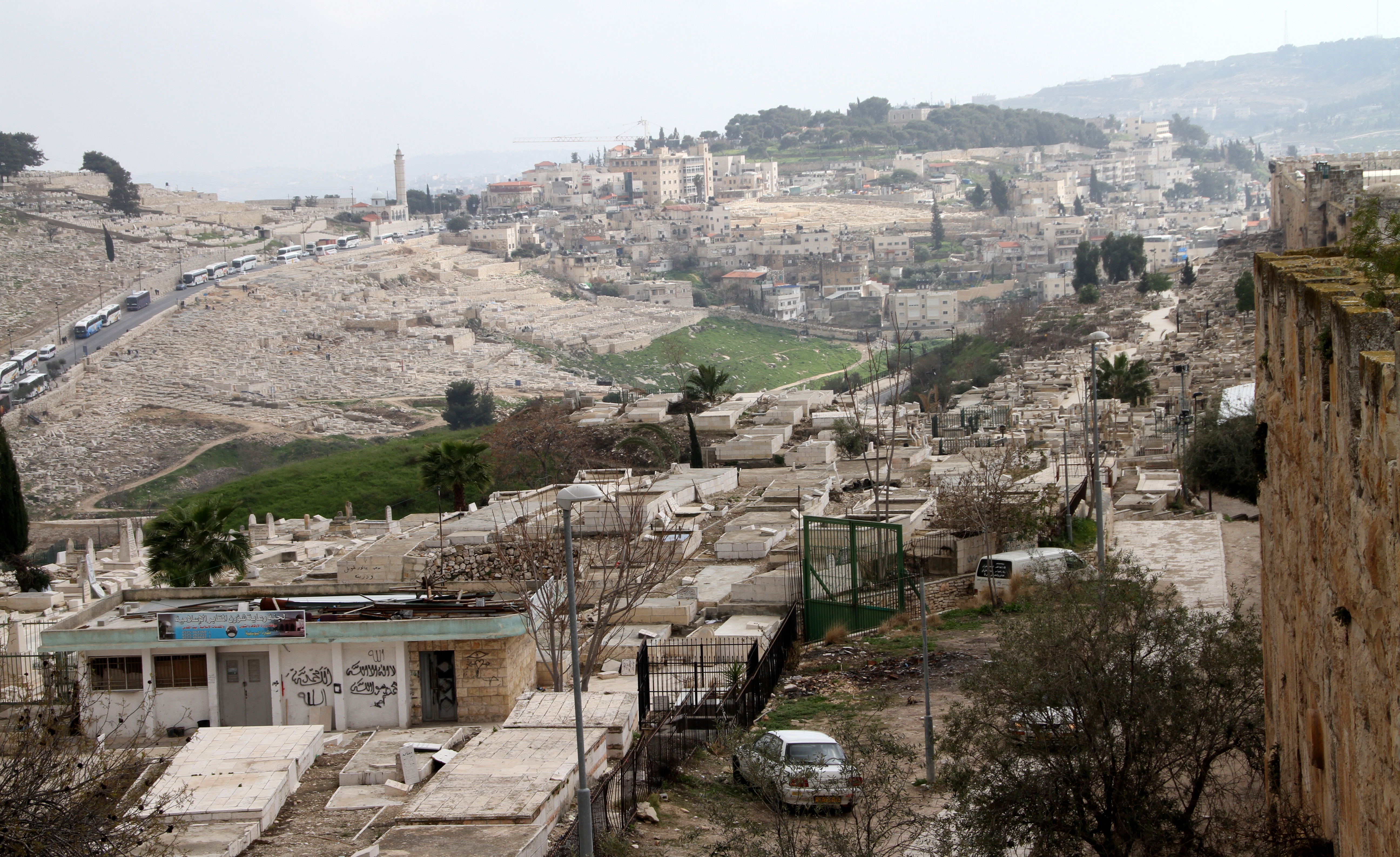
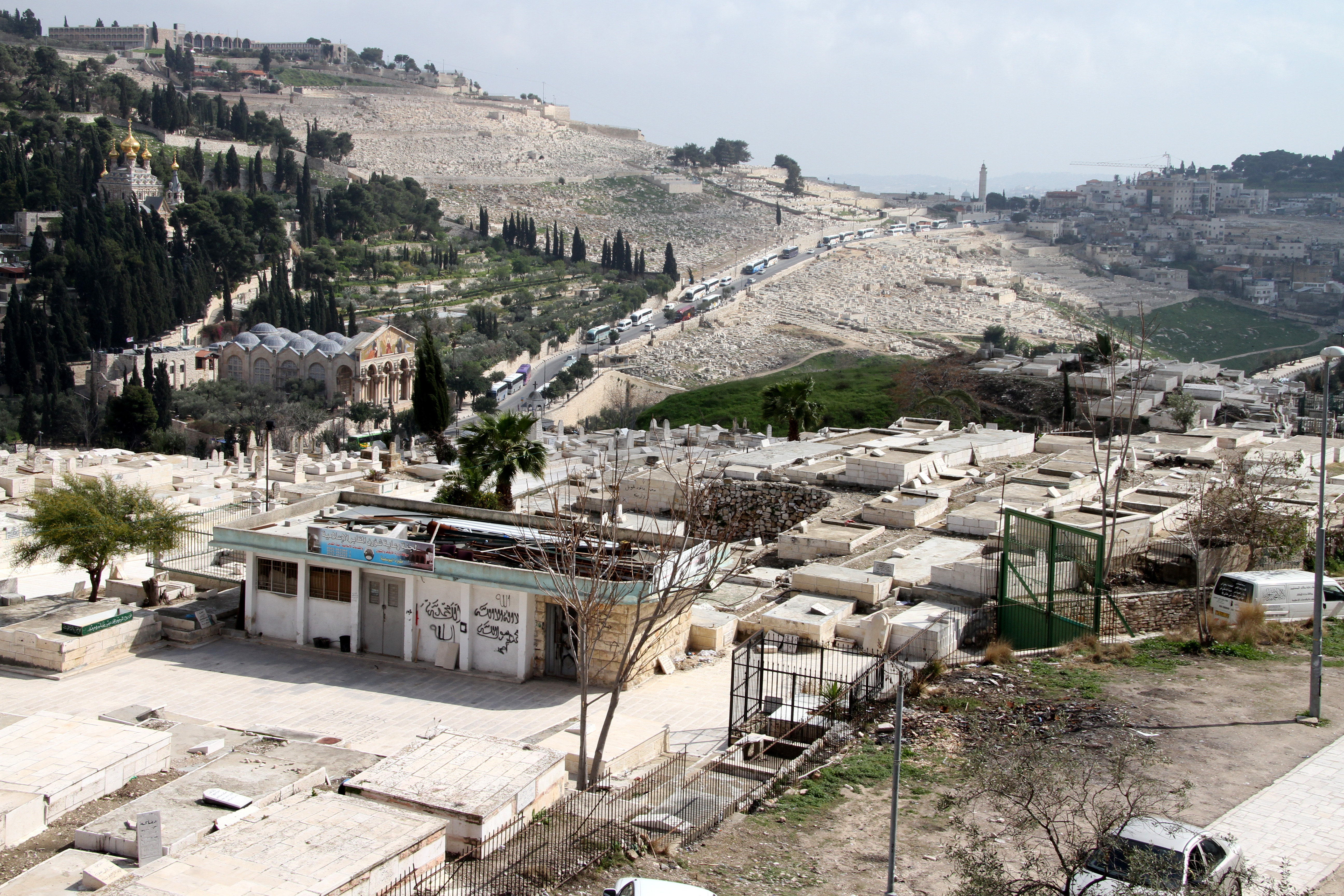
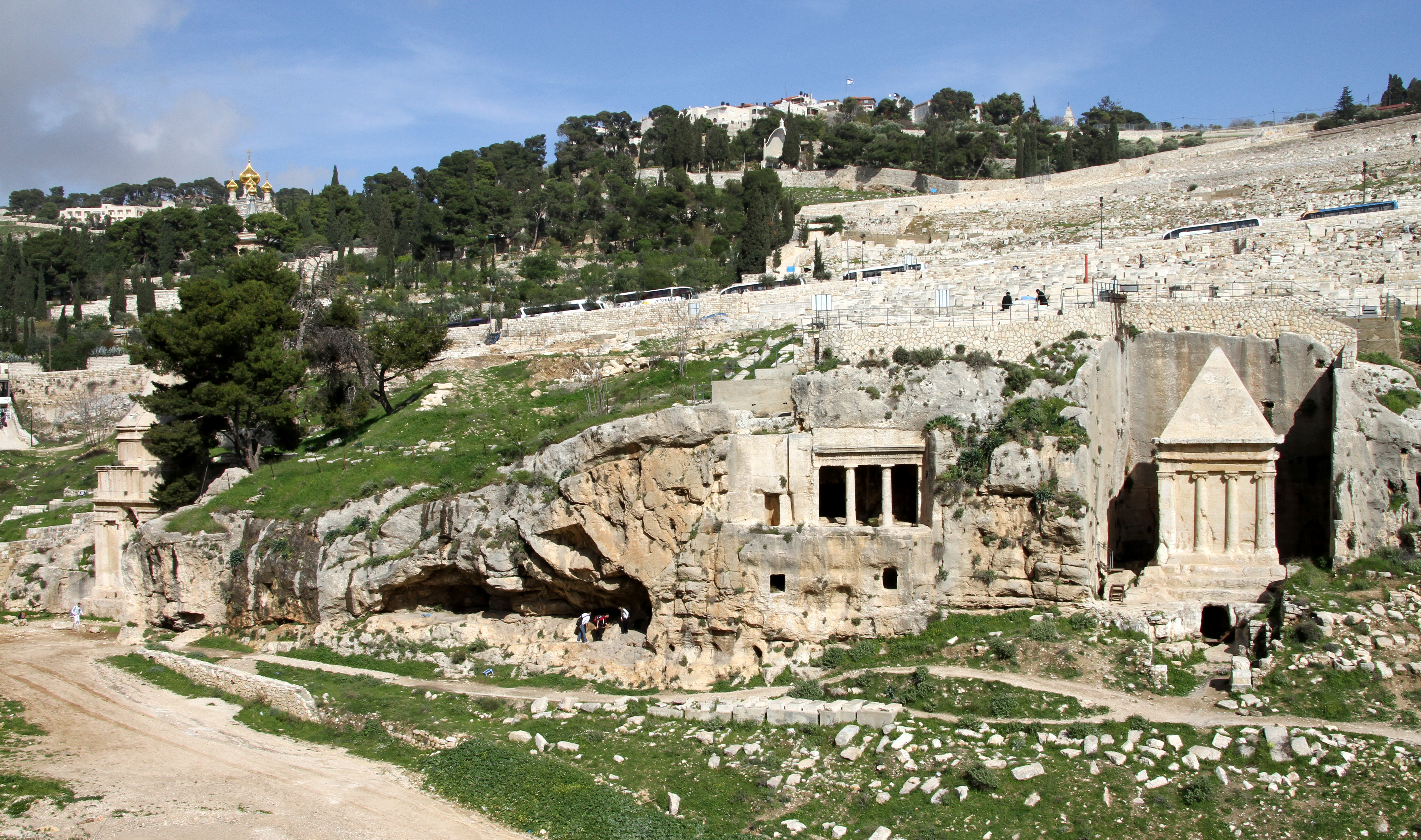
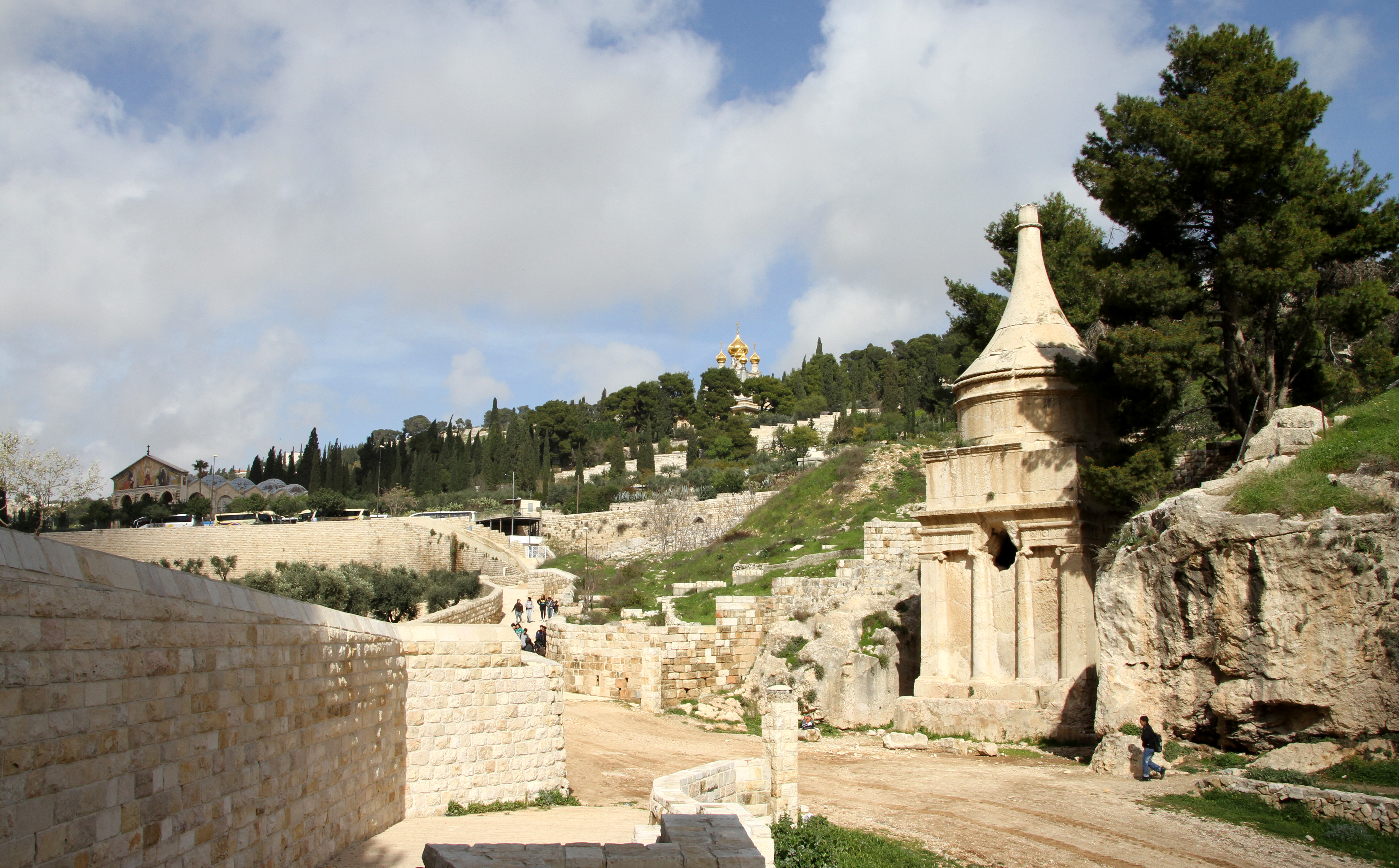